# Finn Thybo Andersen
Finn Thybo Andersen (født 1943) er en dansk billedkunstner og tidligere lektor på Det Kongelige Danske Kunstakademi.
Han har en relationel-social kunstpraksis. Han har blandt andet været med-initiativtager til Kanonklubben, Tøj-til-Aftika og Ydre Nørrebro Kultur Bureau (YNKB).
Han er gift med billedkunstneren Kirsten Dufour, med hvem han også har et tæt kunstnerisk samarbejde. Parret modtog i 2010 Eckersberg Medaillen.